# Председник Владе Пољске
Председник Савета министара (пољски: Prezes Rady Ministrów), колоквијално и обично се назива премијер (пољ. premier), је шеф кабинета и шеф владе Пољске . Одговорности и традиција канцеларије произилазе из стварања савремене пољске државе, а канцеларија је дефинисана у Уставу Пољске. Према Уставу, председник именује и именује премијера, који ће потом предложити састав кабинета. Четрнаест дана након њиховог именовања, премијер мора да поднесе Сејму програм у којем се наводи дневни ред владе, за шта је потребно гласање о поверењу. У прошлости су се јављали сукоби који проистичу из интереса и овлашћења између канцеларија председника и премијера.
Актуелни и осамнаести премијер је Доналд Туск из странке Грађанска платформа који је заменио Матеуша Моравјецког након пољских парламентарних избора 2023. године, након што трећа влада Моравјецког није добила гласање о поверењу 11. децембра 2023., што је Тускова трећа влада накнадно добила на истом дана и положио је заклетву два дана касније. Туск је био и четрнаести премијер, између 2007. и 2014. године.

## Избор и одговорности

### Улога у кабинету и овлашћења
Чланом 148. Устава прописано је да премијер делује као представник кабинета у целини, делегира његове дневне редове, координира рад министара, обезбеђује спровођење политике коју доноси кабинет и доноси прописе. Поред тога, премијер делује као надређени свим државним службеницима.  Премијеру даље помаже заменик премијера (или министри), који ће деловати као потпредседник у оквиру Савета министара.  Састав кабинета, распоређени портфељи и стил управљања, међутим, у великој мери зависе од премијерове личности.  Међутим, премијер не може истовремено да обавља председничку функцију нити било коју другу високу државну функцију, као што су председавање Врховном контролном комором, Народном банком Пољске или Омбудсманом за права грађана. Са овлашћењем да распоређује и реконструише чланове кабинета, премијер такође може да обавља функције министра. Слично, премијер може да позове владу да укине уредбу или наредбу било ког министра.
Премијер мора да одговара на питања посланика током сваке седнице Сејма. Премијер и други министри такође имају уставну обавезу да одговоре на интерпелације посланика у року од 21 дан од њиховог подношења.
У складу са пољским полупредседничким системом, већина званичних аката председништва захтева супотпис премијера да би постали валидни. На тај начин премијер делује као чувар капије председника за одређене радње, а истовремено прихвата одговорност пред Сејмом за поступке председника. Овај правни однос, успостављен уставом, придаје значајну председничку зависност од премијеровог потписа, што може да проширује премијерове одговорности и правни статус. Председнику, међутим, није потребан премијеров супотпис за ограничен избор других аката, укључујући именовање судија, доделу ордена и одликовања, именовање председника Врховног суда Пољске, вршење помиловања, упућивање на уставни Трибунала или именовање чланова Националног савета за радиодифузију. Најзначајније овлашћење Председника над премијером је право вета на владино законодавство, али овај поступак може бити поништен већином од три петине гласова у Сејму.
Премијер такође може да поднесе гласање о поверењу свом кабинету Сејму. Поверење кабинету може дати најмање половина свих посланика Сејма. Слично томе, ако Савет министара изгуби своју већинску подршку у Сејму, кабинет може бити приморан да поднесе оставку конструктивним гласањем о неповерењу. Предлог мора да одобри најмање 46 посланика, а затим га усвоји већином гласова. У таквом случају, нови премијер мора бити истовремено именован. Поред тога, премијер мора да поднесе оставку свог кабинета на првој седници новоизабраног парламента, као и након успешног изгласавања неповерења Савету министара или по сопственој оставци. У случају оставке или смрти премијера, председник може или да прихвати или одбије оставку кабинета.
За регионалне владе војводстава, премијер је овлашћен да именује војводу за сваку од шеснаест републичких покрајина, који надгледа администрацију централне владе у регионима, као и функције локалне управе. Сејм, на предлог премијера, може да распусти локалну или регионалну владу ако флагрантно крши устав или законске статуте.
Међу ванредним и безбедносним овлашћењима канцеларије, премијер може да захтева од председника врховног војног команданта пољских оружаних снага за време рата или да нареди делимичну или општу мобилизацију у случају директне претње националном безбедност. Премијер такође задржава право да именује и разрешава шефове специјалних служби, укључујући Полицију, Граничну стражу, АБВ, АВ и Биро за заштиту Владе. Шефови и АБВ и АВ имају право да директно извештавају премијера.  У случају јавног нереда, председник Владе може, на предлог министра унутрашњих послова, овластити специјалне оружане јединице Полиције да заведу ред. Ако се такве јединице покажу неефикасне у таквој ситуацији, премијер је овлашћен да позове председника да распореди пољске оружане снаге да заведу ред и закон.

## Списак
| Председник Владе | Председник Владе      | Почетак             | Крај               | Трајање            | Партија                                                  |
| --- | --------------------- | ------------------- | ------------------ | ------------------ | -------------------------------------------------------- |
| (Tadeusz Mazowiecki) Rueda de prensa de Felipe González con el primer ministro de Polonia. Pool Moncloa. 26 de septiembre de 1990 (cropped).jpeg | Тадеуш Мозавјецки     | 24. август 1989.    | 4. јануар 1991.    | 1 година, 133 дана | Грађански одбор "Солидарност" Демократска унија (Пољска) |
| Premier Jan Krzysztof Bielecki 1991 (cropped).jpg                                                                                                | Јан Кшиштоф Бјелецки  | 4. јануар 1991.     | 6. децембар 1991.  | 336 дана           | Либерално-демократски конгрес                            |
| Jan Olszewski 3.jpg | Јан Олшевски          | 6. децембар 1991.   | 5. јун 1992.       | 182 дана           | Центарски споразум                                       |
| Waldemar Pawlak candidate 2010 C.jpg | Валдемар Павлак       | 5. јун 1992.        | 11. јул 1992.      | 36 дана            | Пољска народна странка                                   |
| Hanna Suchocka, Prime Minister of Poland 1992-1993.jpg                                                                                           | Хана Сухоцка          | 11. јул 1992.       | 26. октобар 1993.  | 1 година, 107 дана | Демократска унија (Пољска)                               |
| Waldemar Pawlak candidate 2010 C.jpg | Валдемар Павлак       | 26. октобар 1993.   | 7. март 1995.      | 1 година, 132 дана | Пољска народна странка                                   |
| Negotiations on the Oblast of Kaliningrad with Russia, Poland and Lituania.jpg                                                                   | Јозеф Олекси          | 7. март 1995.       | 7. фебруар 1996.   | 337 дана           | Савез демократске левице                                 |
| Włodzimierz Cimoszewicz VII kadencja Kancelaria Senatu.JPG                                                                                       | Влодзимеж Цимошевич   | 7. фебруар 1996.    | 31. октобар 1997.  | 1 година, 266 дана | Савез демократске левице                                 |
| Jerzy Buzek 2010-02-04.jpg | Јежи Бузек            | 31. октобар 1997.   | 19. октобар 2001.  | 3 године, 353 дана | Изборна акција солидарности                              |
| Leszek Miller 2002 (cropped).jpg | Лешек Милер           | 19. октобар 2001.   | 2. мај 2004.       | 2 године, 196 дана | Савез демократске левице                                 |
| Marek Belka 2004 (cropped).jpg | Марек Белка           | 2. мај 2004.        | 31. октобар 2005.  | 1 година, 182 дана | Савез демократске левице                                 |
| Kazimierz Marcinkiewicz 2005.jpg | Казимјеж Марћинкјевич | 31. октобар 2005.   | 14. јул 2006.      | 256 дана           | Право и правда                                           |
| Jarosław Kaczyński, 2004.jpg | Јарослав Качињски     | 14. јул 2006.       | 16. новембар 2007. | 1 година, 125 дана | Право и правда                                           |
| Donald Tusk (6165309851).jpg | Доналд Туск           | 16. новембар 2007.  | 18. новембар 2011. | 6 година, 310 дана | Грађанска платформа                                      |
| JRKRUK 20130829 EWA KOPACZ BUSKO IMG 3148.jpg | Ева Копач             | 22. септембар 2014. | 16. новембар 2015. | 1 година, 55 дана  | Грађанска платформа                                      |
| Beata Szydło Busko-Zdrój 20130323.jpg | Беата Шидло           | 16. новембар 2015.  | 11. децембар 2017. | 2 године, 25 дана  | Право и правда                                           |
| Mateusz Morawiecki Prezes Rady Ministrów (cropped).jpg                                                                                           | Матеуш Моравјецки     | 11. децембар 2017.  | 13. децембар 2023. | 6 година, 2 дана   | Право и правда                                           |
| Donald Tusk KPRM HQ 2023.jpg | Доналд Туск           | 13. децембар 2023.  | Тренутно           | 1 година, 163 дана | Грађанска платформа                                      |